# Баткунски манастир
Вижте пояснителната страница за други значения на Свети апостоли Петър и Павел.
Баткунският манастир „Св. св. Петър и Павел“ е действащ манастир на Българската православна църква.

## Местонахождение
Манастирът се намира на територията на Пазарджишка духовна околия разположен в северните склонове на рида Къркария от Баташкия дял на Родопите, отстои на около 1,5 км от някогашното село Баткун днес част от с. Паталеница и на 12 км югозападно от Пазарджик, в близост са останките от древния град Баткунион.

## История
Манастирът е основан в средата на XIII век при управлението на византийския император Михаил VIII Палеолог. Възобновен е през 1692 г., но през 1774 г. е разрушен до основи от кърджалиите. Към края на XIX век светата обител е възстановена. Тогава е построена новата манастирска църква, оцеляла. Тя е еднокорабна, едноапсидна сграда без купол.До западната ѝ фасада е долепена красива камбанария.
Важно място в манастира заема стая, украсена със стенописи, в която през 1867 г. живее известният български възрожденски художник Станислав Доспевски. По време на престоя си, художникът рисува 4 икони: „Богородица“, „Христос“, „Уброс“, „Козма и Дамян“ и 2 портрета: на Йеромонах и на сестра му. Тези ценни портрети образци на българската възрожденска живопис сега се пазят в Пловдивската митрополия. През 1872 г. манастирът е посетен от Васил Левски.
Баткунският манастир е постоянно действащ, с монаси. Той е без игумен и монах близо 30 години. Едва в края на 2007 година, след като е подстриган от Пловдивския митрополит Николай в монашески сан, отец Яков е ръкоположен и получава назначение като игумен.
- Манастирът е обявен за паметник на културата.
- В манастирския двор расте най-старата лозница на Балканския полуостров, която е на над 500 години и все още дава плод.[5]
- От манастира произхожда Баткунската хроника, свидетелстваща за насилията налагани от исляма в Родопите.

## Галерия
- Старата лозница в двора на манастира
- Икони изобразени върху гроздовете над иконостаса
- Новите постройки на манастира функционирали като белодробна болница